# 이원성
이원성(李源性, 1941년 11월 27일~)은  대한민국의 법조인, 정치인이다. 제16대 국회의원을 지냈다.

## 생애
1941년 11월 27일 충청북도 충주시에서 태어나 충주고등학교와 고려대학교 법과대학 행정학과를 졸업하고 1965년 제5회 사법시험에 합격했다.
대검찰청 중앙수사부  과장으로 있으면서 이철희, 장영자 어음 부도 사건, 명성 사건, 영동 개발 사기 사건 등 대형 비리를 맡았으며, 대검찰청 중앙수사부장으로 있으면서 이형구 전 노동부 장관 뇌물수수 사건, 덕산그룹 연쇄 부도사건 등을 지휘하면서 '면도날'이라는 별명을 얻었으며 기소중지 상태에서 귀국한 박태준, 이용만 전 재무부 장관 사건을 지휘하면서 신병 처리 문제를 놓고 "지나치게 정치권의 눈치를 살폈다"는 지적을 받았다.
대검찰청 차장검사로 있을 때 심재륜 부산고등검찰청 검사장과 사건 소개, 향응 제공, 떡값 수수, 사건 은폐 기도에 대해 설전을 벌였다.
2000년  대한민국 제16대 국회의원 선거 충주시 지역구 의원으로 당선되었으나 그해 11월 뇌졸중으로 투병하였으며 대한민국 제17대 국회의원 선거에서 불출마 선언하였다.

## 경력
- 부산지방검찰청 특수부 부장검사
- 대검찰청 중앙수사부  2,4과장
- 서울지방검찰청 서부지청 지청장
- 1993년 3월 17일 ~ 1993년 9월 20일 제38대 제주지방검찰청 검사장
- 대검찰청 형사부장
- 1994년 9월 ~ 1995년 9월 제12대 대검찰청 중앙수사부장
- 1995년 9월 27일 ~ 1997년 1월 22일 제26대 대구고등검찰청 검사장
- 1997년 1월 23일 ~ 1997년 8월 10일 제8대 부산고등검찰청 검사장
- 1997년 8월 11일 ~ 1999년 6월 7일 대검찰청 차장검사
- 2000년 제16대 국회의원

## 역대 선거 결과
| 실시년도 | 선거   | 대수 | 직책     | 선거구      | 정당         | 득표수   | 득표율          | 순위 | 당락 | 비고 |
| -------- | ------ | ---- | -------- | ----------- | ------------ | -------- | --------------- | ---- | ---- | ---- |
| 2000년   | 총선   | 16대 | 국회의원 | 충북 충주시 | 새천년민주당 | 37,103표 | \| \| 38.65% \| | 1위  |      | 초선 |
|          | 38.65% |      |          |             |              |          |                 |      |      |      |